# Баришич, Марин
Марин Баришич (хорв. Marin Barišić, 24 марта 1947, дер. Видонье (около г. Меткович, Югославия)) — хорватский архиепископ, возглавляющий архиепархию Сплита-Макарски, примас Далмации. Заместитель председателя Конференции католических епископов Хорватии.
Родился 24 марта 1947 года в деревне Видонье неподалёку от Метковича. Учился в средней школе в Дубровнике и Сплите. После школы изучал теологию в Сплите, высшее образование получил в Папском Латеранском университете в Риме. После успешного окончания университета поступил в аспирантуру Папского Григорианского университета, получил докторскую степень по библейской теологии.
14 июля 1974 года рукоположён в священники. С 1981 года профессор библеистики в Сплите.
3 августа 1993 года назначен вспомогательным епископом архиепархии Сплита-Макарски. 17 октября того же года состоялась епископская хиротония. Как и все вспомогательные епископы, Баришич стал титулярным епископом Феради Маюс (Feradi Maius). Главным консекратором был архиепископ Анте Юрич. После ухода последнего в отставку 21 июня 2000 года Баришич стал новым главой архиепархии Сплита-Макарски

## Награды
- Орден Князя Бранимира (19 октября 1998 года)[1]